# GeForce 3

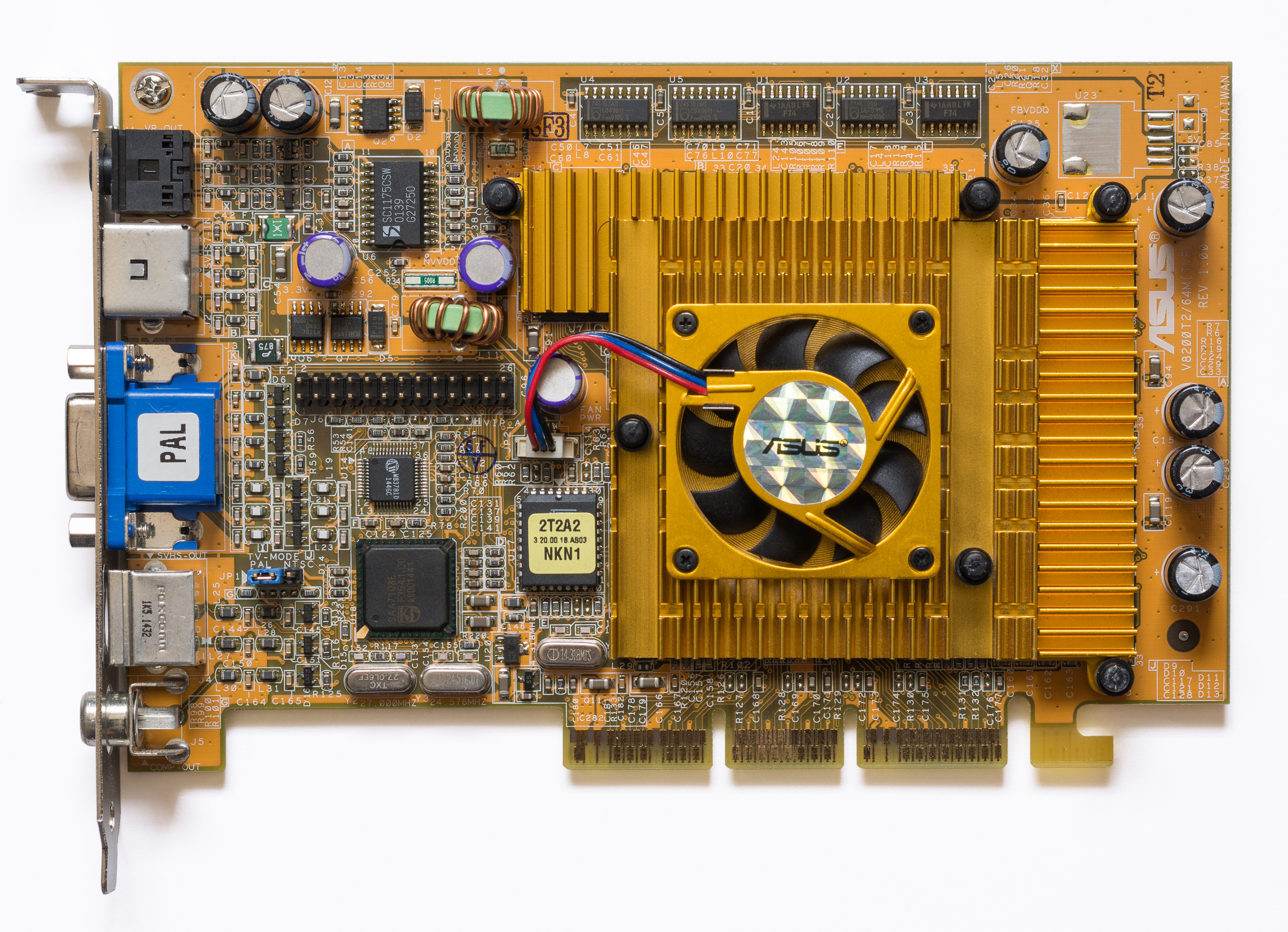
ASUS AGP-V8200T2 GeForce 3 Ti 200

GeForce 3 (kódové označení NV20) je grafická karta od společnosti nVidia. Jejím předchůdcem je GeForce 2 GTS a nástupcem GeForce4 Ti. Jeho upravený derivát (NV2A) pracuje v konzoli Xbox. Profesionální řada GeForce 3 je známá jako Quadro DCC. 
GeForce 3 se odlišovala od svých předchůdců GeForce 256 a GeForce 2 GTS hned v třech oblastech. Měla přidány programovatelné vertex a pixel shadery podle specifikace DirectX 8.0 - specializované malé jednotky navržené na práci s malými vlastními efekty T&L, což zvýšilo flexibilitu celé karty. Druhou oblastí byla technologie LMA (Lightspeed Memory Architecture), která byla navržena pro překreslování objektů, úzkou spolupráci se známým Z-bufferem a také efektivní management paměťové sběrnice (známý nedostatek u GeForce 2). Třetí oblastí byla změna v anti-aliasingu způsobená přechodem z multisamplingu na supersampling s mnohem vyšší efektivitou.

Podporovali AGP 2x/4x, DirectX 8.1 a OpenGL 1.3
| GeForce3           |                                     |
| Paměť              | 128bit DDR                          |

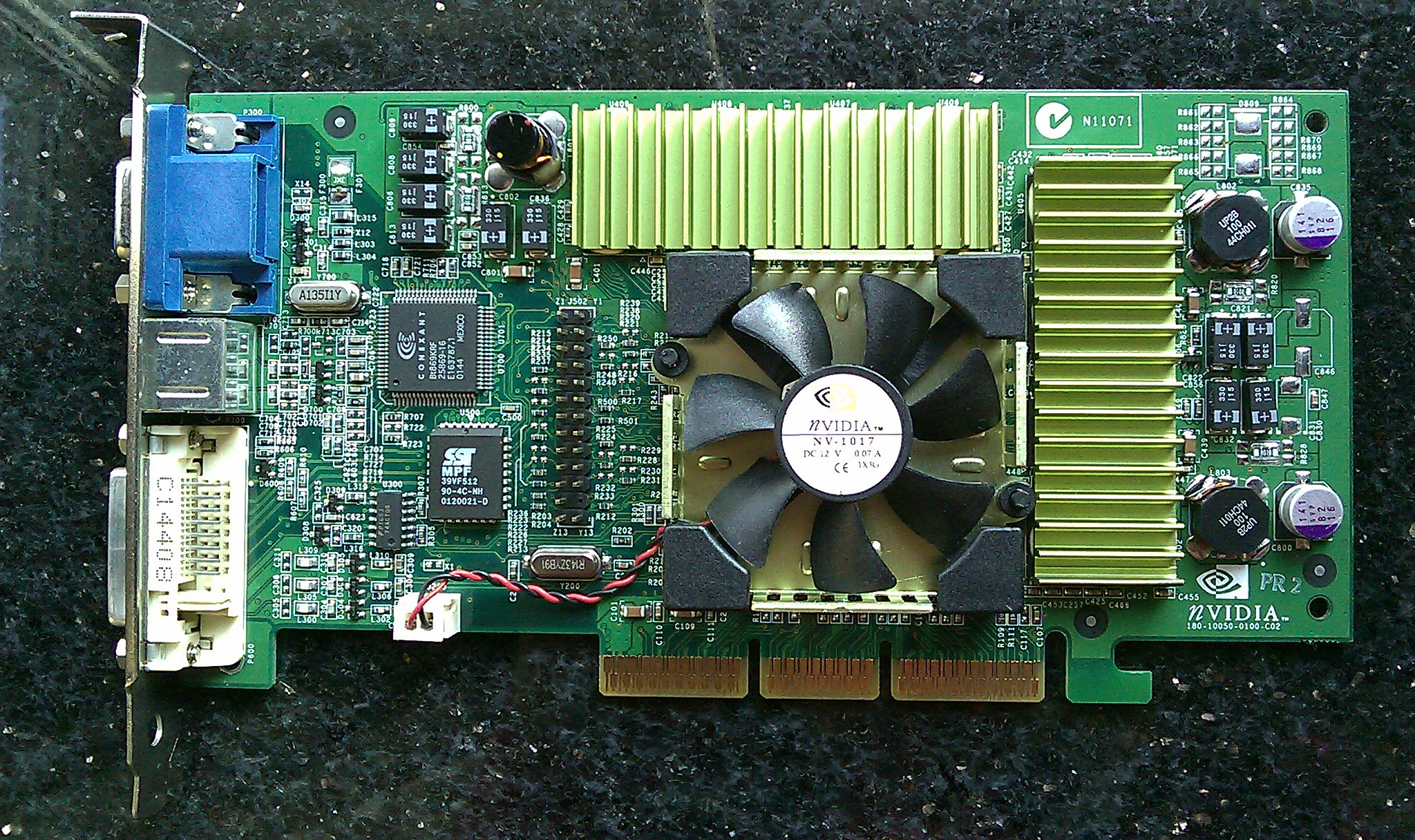
GeForce3 Ti 500

| Fill Rate          | 3,2 milionu AA Samples/s            |
| Operací za sekundu | 800 milionu                         |
| Propusnost pamětí  | 7,36 Gb/s - při 460 MHz na pamětech |
| GeForce3 Ti 200    |                                     |
| Paměť              | 128bit DDR                          |
| Fill Rate          | 2,8 milionu AA Samples/Sec.         |
| Operací za sekundu | 700 milionu                         |
| Propusnost pamětí  | 6,4 Gb/s - při 400 MHz na pamětech  |
| GeForce3 Ti 500    |                                     |
| Paměť              | 128bit DDR                          |
| Fill Rate          | 3,84 milionu AA Samples/s           |
| Operací za sekundu | 960 milionu                         |
| Propusnost pamětí  | 8,0 Gb/s - při 500 MHz na pamětech  |